# Walyormouring Lake
Walyormouring Lake är en sjö i Australien. Den ligger i delstaten Western Australia, omkring 130 kilometer nordost om delstatshuvudstaden Perth. Walyormouring Lake ligger 264 meter över havet. Arean är 6,0 kvadratkilometer. Den sträcker sig 3,3 kilometer i nord-sydlig riktning, och 2,5 kilometer i öst-västlig riktning.
Trakten runt Walyormouring Lake består till största delen av jordbruksmark. Trakten runt Walyormouring Lake är nära nog obefolkad, med mindre än två invånare per kvadratkilometer. Genomsnittlig årsnederbörd är 542 millimeter. Den regnigaste månaden är september, med i genomsnitt 85 mm nederbörd, och den torraste är december, med 13 mm nederbörd.